# Adriana urticoides
Adriana urticoides är en törelväxtart som först beskrevs av Allan Cunningham, och fick sitt nu gällande namn av Gordon P. Guymer och Paul Irwin Forster. Adriana urticoides ingår i släktet Adriana och familjen törelväxter.

## Underarter
Arten delas in i följande underarter:
- A. u. hookeri
- A. u. urticoides